# Station Chorges
Station Chorges is een spoorwegstation in de Franse gemeente Chorges.